# Música religiosa

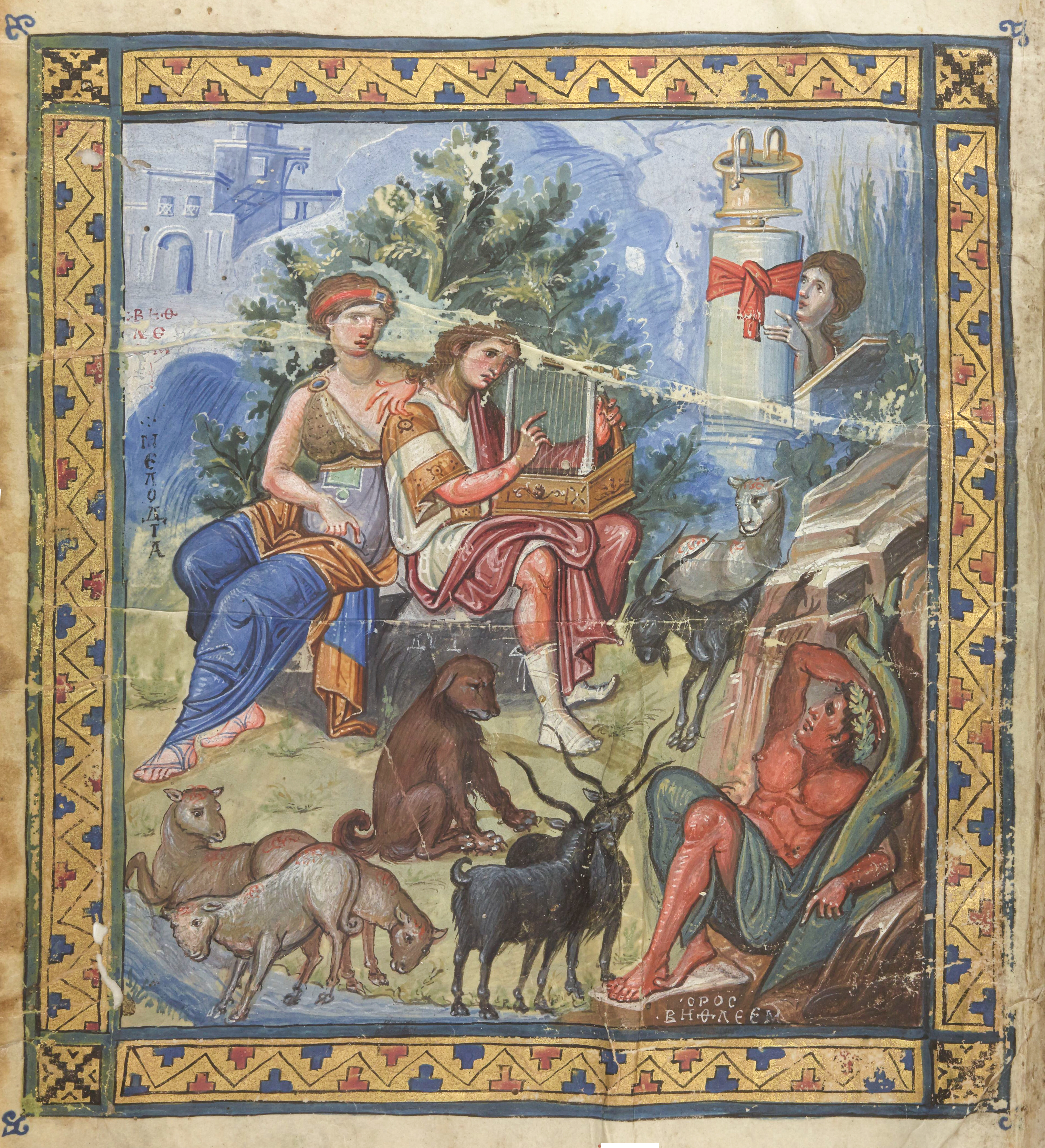
David tocando sua harpa (artista desconhecido, c. 960). O livro dos Salmos, incluído nas escrituras judaica e cristã, e que se diz ter sido escrito em grande parte por David, é uma das primeiras coleções de música sacra e ainda desempenha um papel nas liturgias das duas religiões.

Música religiosa, ou música litúrgica é a música executada ou composta para fins religiosos. É oposta à música profana ou secular, e varia sua forma e seu propósito de acordo com a religião.

## Música cristã
Não há registro da música cristã dos primórdios, à exceção de alguns poucos fragmentos do Novo Testamento que provavelmente eram hinos. Sendo judeu, Jesus Cristo e seus discípulos provavelmente cantavam salmos, assim como os seus discípulos à época.
Durante a Idade Média, o conceito de música sacra, para distingui-la da música do povo, e este é provavelmente o núcleo principal da tradição musical cristã. As vertentes pentecostais, no entanto, têm usado a chamada música gospel em seus cultos, que tendem a misturar a música popular com hinos de louvores a Deus. A versão católica deste novo movimento é a música católica popular.
Também existe a música bizantina, usada pela Igreja Ortodoxa e desenvolvida desde o século III, o Cristianismo é rico em diversidade musical sacra, como o canto gregoriano, bizantino e outros.

## Música judaica
A música mais antiga das sinagogas foi baseada no mesmo sistema musical do templo de Jerusalém. Um dos registros mais notáveis da música judaica eram os salmos de  Davi.
A música dos sefarditas surgiu na Espanha medieval, com os cancioneros na corte real, e sofreram diversas influências externas de música popular. O texto geralmente era escrito em ladino ou em hebraico.

## Música islâmica
A tradição musical islâmica recebeu influências da música erudita da Arábia, da Pérsia e da Índia, e segue certos princípios definidos pelo Alcorão. Devem sempre ser cantadas em árabe e sem acompanhamentos de qualquer instrumento musical que não sejam os de percussão.